# Belgische Basketballnationalmannschaft
Die belgische Basketballnationalmannschaft repräsentiert Belgien bei Basketball-Länderspielen der Herren, etwa bei internationalen Turnieren und bei Freundschaftsspielen.
Das Team nahm bislang dreimal an Olympischen Spielen und 13-mal an Europameisterschaften teil.

## Abschneiden bei internationalen Turnieren

### Olympische Sommerspiele
| - 1936 – 19. Platz - 1948 – 11. Platz - 1952 – 17. Platz |

### Weltmeisterschaften
Bisher nicht qualifiziert.

### Europameisterschaften
| - 1935 – 6. Platz - 1946 – 7. Platz - 1947 – 4. Platz - 1951 – 7. Platz - 1953 – 10. Platz - 1957 – 7. Platz - 1959 – 15. Platz - 1961 – 8. Platz - 1963 – 8. Platz - 1967 – 15. Platz | - 1977 – 8. Platz - 1979 – 12. Platz - 1993 – 12. Platz - 2011 – 21. Platz - 2013 – 11. Platz - 2015 – 13. Platz - 2017 – 19. Platz - 2022 – 14. Platz |